# Антон Ондруш
Антон Ондруш (27. март 1950, Солчани) је бивши словачки и чехословачки фудбалер и сматра се једним од најбољих дефанзиваца седамдесетих година. 

## Каријера
Професиналну каријеру започео у Слован Братислави јесени 1972. године Са овим клубом је освојио Чехословачку лигу 1974. и 1975. године, а касније је постао и капитен овог тима, укупно играјући на 210 утакмица и постигавши 38 голова. Са Слован Братиславом је освојио Чехословачки куп 1974. године. 
Ондруш је одиграо 58 утакмица за репрезентацију Чехословачке и постигао 9 голова. Као капитен водио је репрезентацију на Европском првенству 1976. године. Остварио је добар наступ против Јохан Кројфове Холандије у полуфиналу, где је постигао гол и отворио је свом тиму врата финалног меча у којем је Чехословачка освојила златну медаљу у утакмици финала Европског првенства 1976. против тадашњег светског првака Немачке. На Европском првенству 1980. године допринео је бронзаној медаљи националног тима. 
Од 1981. године Ондруш је играо у Клуб Брижу у Белгији, на одиграо само девет утакмица. Од 1983. до 1987. године играо је у француском Тонон, а каријеру завршио у швајцарском Белу.
Године 1997. био је у кратком периоду председник Слован Братиславе.